# سان مارتان ديريس
سان مارتان ديريس (بالفرنسية: Saint-Martin-d'Hères ) هي بلدية فرنسية  تابعة لإقليم ازار تقع في الجزء الجنوب الشرقي من فرنسا (منطقة رون ألب) وهي تشكل مع مدينة اشيرول أكبر ضاحيتين في الإقليم لمدينة غرونوبل إذ تحتوي على 35565 نسمة حسب إحصائيات سنة 2008.

## أعلام
- غايل غينيفييه
- جوليان جيرارد
- جيروم نوفيل
- كزافييه جيرارد
- تريستان فوتييه

## روابط
- الموقع الرسمي للمدينة